# Querrieu
Querrieu – miejscowość i gmina we Francji, w regionie Hauts-de-France, w departamencie Somma.
Według danych na rok 1990 gminę zamieszkiwały 643 osoby, a gęstość zaludnienia wynosiła 64 osoby/km² (wśród 2293 gmin Pikardii Querrieu plasuje się na 436. miejscu pod względem liczby ludności, natomiast pod względem powierzchni na miejscu 451.).